# 古巴广播电视机构
古巴广播电视机构（西班牙語：Instituto Cubano de Radio y Televisión）是负责管理古巴全国广播电视机构的组织。2021年，该机构解散，相关职能由新成立的“信息与社会传播机构”（西班牙語：Instituto de Información y Comunicación Social，简称ICS）继承。

## 概况
古巴是美洲地区最早开通广播电视服务的国家之一。1922年，美国人在古巴开办了该国首家广播电台“2LC”；1950年，古巴首家电视台“Unión Radio Televisión”开播。1959年古巴革命后，新政府与当年2月创办了“起义电台”，后来成为古巴广播电台的第一套节目。随后古巴政府将该国所有私营广播电台和电视台收归国有，并于1975年成立了ICRT。
古巴广播电视实行中央集权领导、政府垂直管理的体制，所有广播电视台所需经费由国家财政预算开支。目前ICRT共有7套全国性对内广播频道和8套全国性对内电视频道，另有对外广播电台“古巴哈瓦那广播电台”和对外电视频道“古巴视野国际频道”。各个省份也有自己的广播电台和电视台。然而由于美国对古巴长期的经济、金融封锁和贸易禁运，古巴购买广播电视器材的成本高昂，广播电视领域缺资金、缺技术、缺人才的问题较为严重。

## 全国性广播电视频道

### 广播频率
- 起义电台（Radio Rebelde）：全国性综合广播。
- 进步电台（Radio Progreso）：以音乐和文化节目为主。
- 解放电台（Radio Taíno）
- 时钟电台（Radio Reloj）
- CMBF全国音乐电台（CMBF Radio Musical Nacional）
- Radio Enciclopedia
- Habana Radio

### 电视频道
- 古巴视野（Cubavision）
- 起义电视（Tele Rebelde）：体育频道
- 教育频道（Canal Educativo）
- 教育频道2（Canal Educativo 2）
- 多视觉频道（Multivisión）：专门播放国外电视节目
- Canal Clave
- Mi TV
- Canal Caribe

## 国际广播
- 古巴视野国际频道（Cubavisión Internacional）
- 古巴哈瓦那广播电台（Radio Habana Cuba）